# Wu Peng (arrampicatore)
Wu Peng (伍鵬T, 伍鹏S, Wǔ PéngP; Hunan, 15 ottobre 2002) è un arrampicatore cinese, specialista della velocità, medaglia d'argento ai Giochi olimpici di Parigi 2024.

## Biografia
Nel 2023 ha partecipato alla 19ª edizione dei Giochi asiatici di Hangzhou, vincendo la medaglia d'oro nella staffetta.
Wu ha partecipato al Campionato del mondo di arrampicata 2023, classificandosi al sesto posto nella specialità speed. Ha concluso la stagione della Coppa del mondo di arrampicata IFSC 2023 al secondo posto.
Nella la prima tappa delle qualificazioni per le Olimpiadi 2024 a Shanghai, Wu si è classificato al secondo posto. Nella la seconda tappa, a Budapest, si è classificato al primo posto, con un tempo di 4,90 secondi (record asiatico, poi superato da Veddriq Leonardo), a soli 0,04 secondi dal record mondiale di Sam Watson.
Ha concluso al primo posto nella classifica generale della serie di qualificazione olimpica aggiudicandosi la carta olimpica. Ha quindi rappresentato la Cina ai Giochi olimpici estivi di Parigi 2024 nella gara di velocità maschile, in cui ha sconfitto il detentore del record mondiale Sam Watson in semifinale ed ha perso la finale contro l'indonesiano Veddriq Leonardo. Nell'occasione ha stabilito il record nazionale, grazie al tempo di 4,77 secondi.

## Palmares
- Giochi olimpici

Parigi 2024:  Argento nella velocità
- Coppa del mondo di arrampicata

2023:  Argento nella velocità
- Giochi asiatici

Hangzhou 2022:  Oro nella staffetta